# Луций Виниций (консул-суффект 33 года до н. э.)
Лу́ций Вини́ций (лат. Lucius Vinicius; умер после 27 года до н. э.) — римский военачальник и политический деятель из плебейского рода Винициев, консул-суффект 33 года до н. э. В качестве народного трибуна в 51 году до н. э. отстаивал интересы Гая Юлия Цезаря. Сохранившаяся информация о его жизни носит фрагментарный характер.

## Биография
Луций принадлежал к незнатному плебейскому роду, происходившему из Кал, который до него не упоминался в источниках. Об отце Луция известно только, что он носил преномен Марк. Предположительно, братьями Луция были Публий Виниций, отец консула-суффекта 19 года до н. э. Марка Виниция, и Марк Целий Винициан, народный трибун 53 года до н. э.
Номен «Виниций» (Vinicius) иногда пишется как «Винуций» (Vinucius) или «Вициний» (Vicinius).
О биографии Луция Виниция до консулата сохранились только отрывочные сведения. Предположительно с ним отождествляют монетария этого имени, занимавшего свою должность, по разным версиям, в 58, 54, 53 или 52 году до н. э. В 51 году до н. э. Луций Виниций был народным трибуном и проявил себя как сторонник Гая Юлия Цезаря. В частности, 29 сентября он вместе со своими коллегами (Гаем Вибием Пансой Цетронианом, Публием Корнелием и Гаем Целием) наложил вето на попытку сената рассмотреть вопрос о консульских провинциях и в перспективе досрочно лишить Цезаря его командования в Галлии.
Следующее упоминание о Луции Виниции в сохранившихся источниках относится к 33 году до н. э., когда он получил должность консула-суффекта. Известно, что он принял полномочия 1 сентября и что его коллегами были сначала Марк Ацилий Глабрион, а с 1 октября до конца года Квинт Лароний. Источники не сообщают никаких подробностей; сохранились только упоминания Луция Виниция в фастах и в тексте нескольких латинских надписей (CIL IX 421, IX 1554, I, 740).
В 28—27 годах до н. э. Луций Виниций был проконсулом в провинции Азия. После этого он не упоминается в источниках. По словам британского антиковеда Рональда Сайма, Виниций — один из тех многочисленных политических деятелей Древнего Рима, главным доказательством существования которых при общей узости источниковой базы является их упоминание в фастах.
Сыном Луция Виниция был консул-суффект 5 года до н. э. того же имени. Другие Виниции, получавшие консулат в эпоху Юлиев-Клавдиев, предположительно, были потомками его брата.